# 知觉
知覺又称感知，是外界刺激作用于感官时，腦对外界的整體的看法和理解，为我们对外界的感官信息进行组织和解釋。在认知科学中，也可看作一组程序，包括获取信息、理解信息、筛选信息、组织信息。
无意识知觉（unconscious perception）又称阈下知觉（subliminal perception），是指人对于某种刺激虽然不产生有意识的识别，但却能作出某种反应，即知觉了刺激，却不产生知觉的意识。一般说来，知觉属于意识的一部分（意识包括了知觉、记忆、思考、情感等多个方面），但在某些特定条件下，知觉过程可能以“无意识知觉”的形式发生，即不伴随明确的意识体验。

## 知覺與感覺差別
比感覺更為高階（高階意指更為複雜、需要經過更多層心理與生理機制）。低階的「感覺」是偵測存在本身，感覺到知覺間的過渡是粗略認得某人事物，而在知覺層次中則可以達到辨別他的「身分」。最大差別之一是知覺有「加入主觀理解的訊號」。知覺與個人過往的知識經驗有著密不可分的關係。
1963 年，米勒 和 Isard 進行了一項聽覺的實驗，他們在英文句子中加入許多噪音，讓受試者聆聽。這些英文句子可以分為三類：文法語意都正常的句子、文法正確但語意錯誤的句子、文法語意都錯得離譜的句子。實驗結果發現，不論噪音大或小，受試者最容易正確知覺到文法語意都正常的句子，最不容易正確知覺到文法語意都錯得離譜的句子。這樣的差異說明人是可以將文法與語意的知識應用於知覺上，因此知識與知覺兩者是緊密結合的。

## 概論
知觉研究的早期理论有赫姆霍兹的无意识推理，和格式塔学派的完形心理学。20世纪70年代，詹姆斯·吉布森提出了一个很有影响的生态光学理论，强调环境对知觉的作用。
知觉有这样几个特性：整体性、恒常性、意义性、选择性、理解性，知觉适应。
- 整体性：指知覺的對象是由不同的部分、不同的屬性組成的。當它們對人發生作用的時候，是分別作用或者先後作用於人的感覺器官的。人並不是分別地反映這些部分、屬性，而是把它們結合成有機的整體，這就是知覺的整體性。我们对物体整体的认识通常要快于对局部的认识。
- 恒常性：是指尽管作用于我们感官的刺激在不断的变化，我们所知觉到的物体却保持着相当程度的稳定性。
- 意義性：我们对事物的知觉通常是和我们赋予它的意义联系在一起的。
- 选择性：人總是對少數刺激知覺得格外清楚，而對其餘的刺激知覺得比較模糊。這種特性被稱為知覺的選擇性。我们在观察两歧图形时常常会在不同的两个图形知觉中来回转换，这说明知觉过程中存在着竞争。知觉适应是指在刺激输入变化的情况下，我们仍然能够调整知觉返回到原来的状态。
- 理解性：人在感知當前的事物時，總是藉助於以往的知識經驗來理解它們，並用詞把它們標誌出來。這種特性稱為知覺的理解性。

知觉如何把各个元素整合为一个整体，格式塔学派提出了几条知觉组织的规律：相邻律、相似律和共同命运原则。
现在的心理学认为知觉加工过程是自上而下的加工和自下而上的加工一起作用的结果。而吉布森提出直接知觉的观点，认为环境对知觉起绝对的支配作用
知觉的研究通常和错觉联系在一起，这是一件很有趣的事情。心理学经常通过研究一种机制失效的情况来研究这种机制的规律。
知觉包括空间知觉、時間知覺和运动知觉。
知觉与感觉通常是无法完全区分的，感觉是信息的初步加工，知觉是信息的深入加工。现在的趋势是把感觉和知觉放在一切论述，统称为感知觉。把信息加工过程分为感觉、组织、知觉与辨认三个阶段。

## 模式識別
知覺與知識經驗密不可分，但從「接受刺激」到「憶起刺激」之間發生的事件，需引入「模式」的概念探討。模式是由多個具特定關係之元素的刺激組合，如中文字是單個或多個表音與表意符號之組合，英文單字是多個字母之組合。模式識別是感覺信息與我們長時記憶中的相關內容進行比對然後與記憶中有關的項目進行最佳匹配的過程。例如，在看到一個類似於三角形的物體時，我們會將所見的刺激信息傳送到大腦中，提取記憶中有關的信息——三角形，於是完成匹配，形成「這是個類似於三角形的物體」的認知。
以下介紹數種模式識別理論：
1. 模板說（Template Theory）：
認為外界的事物，只要我們曾經接觸過後，便會在個人腦海中留下印象、烙印或模板。日後當外界的事物再次呈現在眼前時，它的形狀和貯存在腦海中的印象、烙印或模板相匹配或吻合時，就能產生辨識；若不相匹配或不吻合時，就不能產生辨識。 
2. 原型說（Prototype Theory）：
原型說在認知科學中，是一種分級歸類的模式。此理論是在 1970 年代，由 Eleanor Rosch 與其他學者們所建立的。與模板說不同，其認為記憶中貯存的是一個類別或範疇的所有個體的概括表徵 – 也就是原型，而刺激不需要和內部表徵高度吻合，只需要相似即可將刺激納入此類原型代表的範疇完成匹配。原型說是一種徹底揚棄傳統亞里斯多德邏輯中的必要和充分條件的理論，其主張外延或內涵語義的集合論取向。在這種模式下，就算是在同一個範疇中，某些項目會比其他項目更為核心。而在原型說中，任何給定語言中的任何給定概念都擁有一個最能代表這個概念的真實世界的例子。
3. 特徵說（Feature Detection Theory）：
是指人類要辨認外在刺激時，必須先予以特徵分析。然後計算特徵的多寡，並與其他概念的特徵一覽表比較，以共同的特徵來辨認組型。成功與否依刺激的分解結果而定。例如 Neisser 於 1964 年做的實驗，將英文字母以 6 個一行排成多行字母表，要求受試者從中找到目標字母。此例中的英文字母可拆分成多個特徵，如字母 V 是由兩條斜線、一個銳角構成。而從實驗結果可知，在特徵相似的字母中找出目標字母（如在 IVMXWE 中找出 V），相較於在特徵不同的字母中搜尋（如在 DCVGRO 中找出 V）更加困難。依據模板說，刺激與模板比對後就可以直接識出，不因特徵相似程度而有所不同，而上述實驗結果除驗證特徵說，亦反駁模板說的觀點。

## 延伸閱讀
- Flanagan, J.R., Lederman, S.J. Neurobiology: Feeling bumps and holes （页面存档备份，存于）, News and Views, Nature, 412(6845):389-91 (2001)｡
- 詹姆斯·吉布森The Senses Considered as Perceptual Systems. Boston 1966.
- James J. Gibson. The Ecological Approach to Visual Perception. Lawrence Erlbaum Associates, 1987. ISBN 0898599598
- Hayward V, Astley OR, Cruz-Hernandez M, Grant D, Robles-De-La-Torre G. Haptic interfaces and devices. Sensor Review 24(1), pp. 16–29 (2004)。
- Robles-De-La-Torre G. & Hayward V. Force Can Overcome Object Geometry In the perception of Shape Through Active Touch. Nature 412(6845):445-8 (2001)。
- Robles-De-La-Torre G. The Importance of the Sense of Touch in Virtual and Real Environments. IEEE Multimedia 13(3), Special issue on Haptic User Interfaces for Multimedia Systems, pp. 24–30 (2006)。